# Tore Keller
Tore Bertil Gottfrid Keller (Norrköping, 4 januari 1905 – aldaar, 15 juli 1988) was een Zweeds voetballer die zijn gehele carrière uitkwam voor IK Sleipner, een club uit Norrköping, de stad waar Keller zijn hele leven woonde. Keller maakte deel uit van  het Zweeds voetbalelftal dat tijdens de Olympische Spelen van 1924 in Parijs de bronzen medaille won.

## Clubcarrière
Tore Keller begon te voetballen bij IK Sleipner uit Norrköping en zou zowel de club als de stad vervolgens nooit permanent verlaten. In 1924 debuteerde de jonge spits in de hoofdmacht. Het was het begin van een glansrijke carrière waarin Keller uitgroeide tot clubicoon.
Ondanks de degradatie uit de Allsvenskan in 1933 bleef hij Sleipner trouw en bracht hij de club een jaar later alweer terug naar het hoogste niveau. Sleipner ging vervolgens alleen maar beter draaien en na een tweede plek in 1937 werd Sleipner in 1938 zelfs voor de eerste en enige keer in haar geschiedenis kampioen van Zweden door met vier punten verschil Helsingborgs IF voor te blijven.
Twee jaar later besloot Keller op 35-jarige leeftijd een punt te zetten achter zijn voetbalcarrière. In 16 jaar had Keller in totaal 305 competitiewedstrijden gespeeld voor IK Sleipner, waarin de spits exact 150 treffers wist te maken.

## Interlandcarrière
Na zijn debuut voor IK Sleipner in het voorjaar mocht Tore Keller in 1924 met het Zweeds voetbalelftal mee naar Parijs, waar de Olympische Zomerspelen werden gehouden. Keller maakte op 29 mei zijn interlanddebuut in de eerste ronde van het eindtoernooi tegen België. In de wedstrijd, die met 8-1 werd gewonnen, scoorden Keller's vier partners in de aanval allemaal, maar een doelpunt in zijn debuut zat er voor de 19-jarige niet in. Keller's volgende interland vond op 9 juni plaats toen de Zweden het Nederlands voetbalelftal moesten zien te verslaan in de strijd om de bronzen plak. Zweden wist de wedstrijd uiteindelijk met 3-1 te winnen.
Op 29 juni trad Keller aan in een oefenduel met Egypte (5-0 winst) en hierin tekende Keller met de openingstreffer voor zijn eerste interlanddoelpunt. Op 1 juli 1927 was Keller met een hattrick verantwoordelijk voor alle Zweedse doelpunten in de oefenwedstrijd tegen Estland (3-1) en op 23 mei 1934 was Keller wederom driemaal trefzeker, ditmaal tegen Polen (4-2) in een vriendschappelijke wedstrijd in aanloop naar het wereldkampioenschap in Italië.
Op het uiteindelijke WK speelde Keller in allebei de wedstrijden van Zweden tegen Argentinië (3-2) en Duitsland (1-2), maar wist hij niet te scoren. Ook op het mondiale eindtoernooi vier jaar later in Frankrijk speelde Keller twee wedstrijden, ditmaal als aanvoerder. In de troostfinale tegen Brazilië (2-4 verlies) mocht Keller niet in de basis aantreden. Op het eindtoernooi scoorde hij uiteindelijk eenmaal, tegen Cuba (8-0) tekende hij voor de 5-0.
Twee dagen na de verloren troostfinale om de bronzen medaille speelde Zweden tegen Denemarken voor het Noords Kampioenschap. De wedstrijd (0-1 winst) zou de laatste interlandwedstrijd blijken die Keller in Zweedse dienst speelde.